# Хаджимба Рауль Джумкович
Рауль Джумкович Хаджимба (21 березня 1958 , Ткварчелі ) — абхазький політик, міністр оборони в 2002—2003 роках, прем'єр-міністр Абхазії з 2003 по 2004, віце-президент Абхазії в 2005—2009 рр. Кандидат на президентських виборах у 2004, 2009 , 2011 і 2014. Президент окупованої Московією Абхазії, складової частини Грузії 25 вересня 2014 — 12 січня 2020 року.

## Життєпис
Народився в Ткварчелі, Абхазія 21 березня 1958. З 1965—1975 навчання у школі. По закінченню школи деякий час працював слюсарем. 1976—1978 служба в Радянській армії.
З 1978 по 1979 він знову працював слюсарем у будинку відпочинку «Гаміста» в околицях Сухумі. З 1979 по 1984 він навчався на юридичному факультеті Абхазького державного університету. По закінченню університету працював юристом Сухумського хімзаводу.
У 1985—1986 навчався в школі КДБ в Мінську, потім у 1986 до 1992, був агентом КДБ в Ткварчелі. Під час грузино-абхазької війни 1992—1993 років, він був головою військової розвідки і контррозвідки на східному фронті. Після війни, з 1993 по 1995, він працював головою відділу безпеки Республіки Абхазія.
1996—1998 — начальник відділу по боротьбі з контрабандою Державного митного комітету Абхазії.
1998—1999 рр. — заступник голови Державного митного комітету.
1999—2001 рр. — Голова Служби державної безпеки Республіки Абхазія і одночасно перший віце-прем'єр Республіки Абхазія.
В 2001—2002 рр. — перший віце-прем'єр Республіки Абхазія.
2002—2003 рр. — міністр оборони, віце-прем'єр Абхазії.

## Президентські вибори в Абхазії, 2004
На президентських виборах в Абхазії 2004 Хаджимба програв Сергію Багапшу, зібрав 30 815 голосів, що становило 32 %. Після поразки вперше організував масові протестні акції в Абхазії, що перейшли у збройне громадянське протистояння. Як серйозний аргумент проти обраного президента Хаджимба регулярно згадував на мітингах про те, що дружина Багапша Марина Шонія за національністю грузинка, і сам Багапш в силу цього спорідненого обставини прогрузинськи налаштований. Після заворушень і втручання російських посередників, Хаджимба добився проведення нових президентських виборів 12 січня 2005 року, на які за рекомендацією абхазьких старійшин пішов в парі з Багапшем, — як віце-президент, відтіснивши з цієї позиції Станіслава Лакоби. Мирний вихід з внутрішньоабхазської кризи було знайдено при вирішальній ролі керівника виборчого штабу Багапша, полковника міліції у відставці Олександра Анкваба.

## Президентські вибори в Абхазії, 2009
З 2005 по 2009 роки — на посаді віце-президента Республіки Абхазія.
На президентських виборах в Абхазії 12 грудня 2009 року Хаджимба знову програв Багапшу, набрав у два рази менше голосів, ніж раніше — 15 584, що становило 15,32 %. Цього разу пост віце-президента зайняв «мозковий центр» штабу Багапша, екс-прем'єр Анкваб, Хаджимба же вперше за багато років опинився без офіційної посади у виконавчій владі, на правах лідера вуличної опозиції.

## Президентські вибори в Абхазії, 2011
Після раптової кончини Багапша 29 травня 2011 від пізно діагностованого в Москві онкологічного захворювання легенів в Республіці Абхазія почалася позачергова кампанія з дострокових виборів президента. В руслі одного разу апробованої парадигми команда Хаджимби намагалася і на сей раз основного фаворита, віце-президента Анкваба, дорікнути в прогрузинських настроях, знову, серед іншого, згадуючи 9-річний період роботи полковника на керівних постах МВС Грузинської РСР в Тбілісі (1981—1990), а також тему родинних зв'язків суперника. Тут вийшов конфуз: для загального ознайомлення були офіційно опубліковані сімейні відомості Анкваба, з яких випливало, що його дружина (на відміну від дружини Багапша) — стовідсоткова абхазка із сакральним для абхазів древнім прізвищем Лакоба.
26 серпня 2011 на президентських виборах в Абхазії 2011 зайняв третє місце з результатом 19,83 % голосів (всього 21177 чоловік), поступившись Олександру Анквабу (54,86 % голосів) і Сергію Шамбе (21,04 % голосів)..

## Президентські вибори в Абхазії, 2014
27 травня 2014 в центрі Сухума почалися масові заворушення, і натовп прихильників опозиції зайняла будівлю адміністрації президента. 1 червня 2014 року під тиском мітингувальників і їх прихильників у парламенті Президент Анкваб, не бажаючи допустити кровопролиття, пішов у відставку.
На протестній хвилі Хаджимба був висунутий кандидатом в президенти Абхазії на дострокових виборах 24 серпня 2014. При цьому 22 тисячі жителів Гальського і Ткварчельского районів, що мають одночасно паспорта Республіки Абхазія та Республіки Грузія і раніше брали участь у виборах, за вимогою Хаджимби не були допущені до голосування 2014 року.
Рауль Хаджимба переміг на президентських виборах 24 серпня 2014, ставши главою держави з четвертої спроби. На думку аналітиків, за Хаджімбу голосували три протилежні за своїми поглядами групи населення — абхазькі націоналісти, які під гаслом «Абхазія для абхазів», проросійські виборці, а також всі хто не хтіли повернення влади сім'ї Владислава Ардзінби і прголосували заради збереження миру хоча б за його наступника і сусіда Хаджимбу, проти якого, як сподіваються, не буде повстання прихильників клану Ардзінби
За даними ЦВК Абхазії, в першому ж турі Хаджимба набрав 50,6 % голосів, всього 50 500 голосів. Відрив від найближчого конкурента Аслана Бжанії склав близько 14 тисяч голосів. Віце-президентом у парі з Хаджимбою обраний активний учасник грузинсько-абхазької війни Віталій Габнія.
12 січня 2020 склав повноваження «президента» окупованої території.